# Односи Југославије и Алжира
Односи Југославије и Алжира су били историјски спољни односи између Алжира и Социјалистичке Федеративне Републике Југославије. Обе земље су се идентификовале са ширим регионом Медитерана и делиле су чланство у Покрету несврстаних. Током Алжирског рата Југославија је пружила значајну логистичку и дипломатску подршку алжирској страни, што је утицало на њене односе с Француском. Југославија је била прва европска држава која је отворено подржала ФЛН.
У оквиру Покрета несврстаних Југославија је блиско сарађивала са кључним члановима Индијом и Египтом, док је Алжир следио групу у којој је Куба играла истакнуту улогу. Југославија је званично признала независност Алжира 5. септембра 1961. као прва држава у Европи која је то учинила. Држава је успоставила формалне дипломатске односе 3 дана пре независности 2. јула 1962. Ово је довело до раскида у југословенско-француским односима када је Париз одлучио да повуче свог амбасадора из Београда.

## Историјат
Током Алжирског рата за независност представници Фронта националног ослобођења описали су свог медитеранског савезника Југославију као своје најближе не-арапске савезнике. Током рата Југославија је де факто признала ФЛН као представника алжирске нације, али је с обзиром на строга упозорења Француске избегла де јуре признање покрета. Верује се да су први тајни контакти успостављени 1954. године у Каиру када је Југославија званично продала војну опрему Египту који су после месец дана пребачени у Алжир. У октобру 1956. Београд је био домаћин састанка између ФЛН-ов Мохамед Хидер и СФИО Пјер Ербо, док је Југославија од 1957. напустила посредничке напоре и одлучила да отворено подржи Алжир. Од тада је Француска морнарица почела да интерспекује југословенске трговачке бродове на Медитерану верујући да они испоручују помоћ алжирским побуњеницима. Француска морнарица је 7. августа 1957. открила и узела 70 тона војне опреме са југословенског брода Србија док је највећа откривена испорука откривена 18. јануара 1958. године у близини Орана када је на Јадролинијином броду Словенија пронађено 148 тона војне опреме. Председник Привремене владе Републике Алжир Ферхат Абас посетио је Београд између 6. и 12. јануара 1959. где је разговарао са председником Југославије Јосипом Брозом Титом. Друга два члана Крим Белкацем и Мухамед Јазид су 2. фебруара 1959. разговарали са амбасадором Југославије у Тунису. Југославија је алжирским борцима обезбеђивала храну, лекове и војне потрепштине, што Алжирци нису очекивали од једне средње велике европске социјалистичке земље. Југословенско становништво је доживљавало алжирско искуство као подсећање не тако далеко Народно ослобођење и револуцију током Другог светског рата. Земља је стога обратила пажњу на културни аспект Алжирског рата и послала је своје фотографе попут Стевана Лабудовића који је у периоду 1959-1962. снимио 27 филмова и 274 фотографије, издаване су званичне новине Ел Муџахид у београдском издању као и први грамофонски снимак Касамана. Дана 1. марта 1960. године Национални ослободилачки фронт (ФЛН) отворио је свој Биро у Београду. Против индијске жеље, али уз подршку Сукарна и Кваме Нкрума, позвана је алжирска ФЛН да у статусу суверене владе присуствује Конференцији несврстаних у Београду 1961. године. Председник Ахмед ибн Бела је посетио Југославију у марту 1964. године.

## Списак билатералних државних посета

### Југословенске посете Алжиру
- 24-30 април 1965: Јосип Броз Тито[6]
- 5-9. новембар 1969: Јосип Броз Тито[6]
- 2-10. септембар 1973: Јосип Броз Тито[6]
- 28-31. мај 1979: Јосип Броз Тито[6]
- 20-21. октобар 1979: Јосип Броз Тито[6]

### Алжирске посете Југославији
- 9. јун 1959.: Ферхат Абас[6]
- 2. септембар 1961.: Бенијусеф Бенхеда[6]
- 5-13. март 1964: Ахмед ибн Бела[6]
- 6-11. октобар 1966: Хуари Бумедијен[6]
- 12-14. јун 1967: Хуари Бумедијен[6]
- 15. октобар 1973.: Хуари Бумедијен[6]
- 14-15. јануар 1978: Хуари Бумедијен[6]
- 22 јул-1. август 1978: Хуари Бумедијен[6]